# Menhir des Pierres Blanches
Pour le menhir de Pocé-les-Bois, voir Pierre Blanche (Pocé-les-Bois).
Le menhir des Pierres Blanches est un menhir situé sur la commune de Corsept dans le département de la Loire-Atlantique.

## Description
Le menhir est une pierre de 1,60 m de hauteur pour une largeur à la base de 0,67 m et une épaisseur moyenne de 0,65 m. En face du menhir, Pitre de Lisle du Dreneuc mentionne avoir vu une pierre de 2,50 m de long sur 1,55 m de largeur et 0,40 à 0,45 m d'épaisseur qui serait le vestige d'un dolmen.